# Rhopalodes variegata
Rhopalodes variegata là một loài bướm đêm trong họ Geometridae.